# Louise Lorraine
Louise Lorraine (San Francisco, 1 oktober 1904 – New York, 2 februari 1981) was een Amerikaanse actrice ten tijde van de stomme film.

## Levensloop en carrière

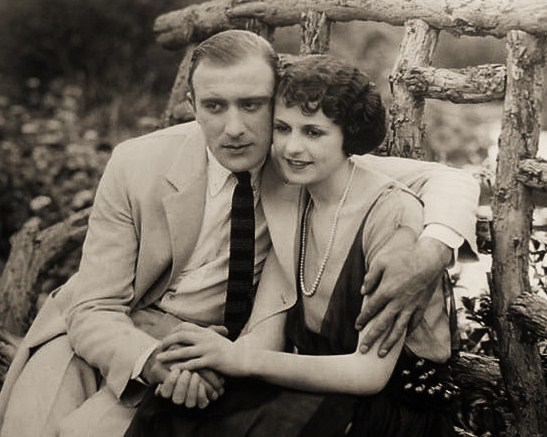
Louise Lorraine met Frank Mayo in The Alter Stairs (1922)

Lorraine, geboren als Louise Escovar, begon haar filmcarrière in 1920, in Elmo The Fearless, naast Elmo Lincoln. In 1921 speelde ze mee in The Adventures of Tarzan met Lincoln als Tarzan en Lorraine als Jane. In 1922 werd ze verkozen tot een van de WAMPAS Baby Stars. Met de doorbraak van de geluidsfilm, ging de carrière van Lorraine achteruit. Ze speelde nog in vijf geluidsfilms, alvorens ze in 1932 de filmwereld vaarwel zei.
Lorraine was tweemaal gehuwd, waarvan de eerste keer met acteur Art Acord. Lorraine overleed in 1981 op 76-jarige leeftijd. Ze is begraven op het Forest Lawn Memorial Park (Hollywood Hills).
- Bibliothèque nationale de France: cb17149608q (data)
- Gemeinsame Normdatei: 1268055867
- International Standard Name Identifier: 0000 0000 5307 9833
- Library of Congress Control Number: nr2001039316
- SNAC: w6f910kz
- Système universitaire de documentation: 244392579
- Virtual International Authority File: 39307330
- WorldCat: E39PBJt3YYdxC9M4Ycym77mmVC